# Echavacoiz
Echavacoiz (en euskera y oficialmente: Etxabakoitz) es un barrio de la ciudad de Pamplona, la capital de la Comunidad Foral de Navarra (España). Hasta 1953 era un concejo perteneciente a la Cendea de Cizur; en ese año tanto su población como su término concejil quedó integrado en el municipio de Pamplona.

## Límites
Está situado al sureste de Barañáin, al este de Zizur Mayor, y al oeste de la Universidad de Navarra. También se encuentra cerca del Complejo Hospitalario de Navarra.

## Urbanizaciones que integran el barrio
El barrio está dividido en las siguientes urbanizaciones: 
- El Grupo Urdánoz: Construido hacia 1954.
- Vistabella
- Las Casas de Chocarro
- La zona de Barcos
- Larrascuncea: Situado tras la fábrica de Inquinasa.
- Las casas de la Vía: Es la parte más antigua del barrio.
- La cooperativa
- Echavacóiz Norte: Es la parte más nueva del barrio y está situada junto a Barañáin.

## Nuevo desarrollo urbanístico

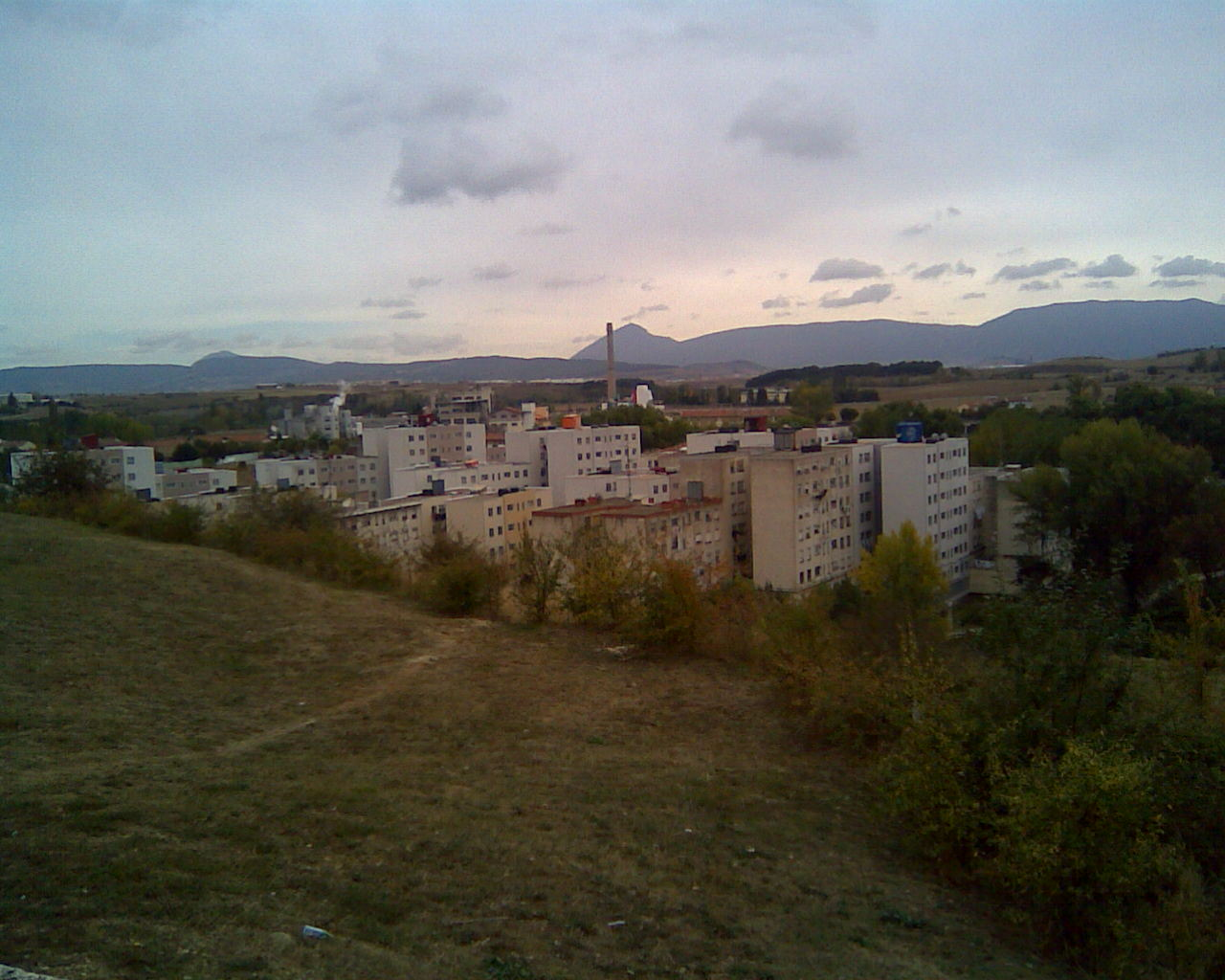
Grupo Urdánoz.

Un nuevo proyecto urbanístico desarrollado entre el Ayuntamiento de Pamplona, el Gobierno de Navarra y el Ministerio de Fomento, prevé la construcción de viviendas, oficinas, industrias y la futura estación del TAV de Pamplona. Albergará el área Tecnológica Ramón y Cajal, una área dotacional y deportiva del río Elorz, una zona comercial, un centro de interés regional, y la ya nombrada estación, principal motivo de la construcción del barrio. Se han proyectado varios hitos de altura en la arquitectura pamplonesa hasta ahora. Serán varias torres, y la más alta medirá 100 metros aproximadamente, y constará de planta baja más 24 pisos. Se prevé un barrio de viviendas muy denso. Serán 8000 viviendas, de las cuales la mitad serán de protección oficial. 
También se crearán medio millón de metros cuadrados en parques, y se realizarán mejoras en los accesos de Pamplona. La avenida de Aróstegui cruzará el barrio, y dispondrá de seis carriles (en previsión de la posible instalación de tranvía) en dirección hacia Zizur Mayor, desde Mendebaldea, pasando entre la Clínica Universitaria y la Universidad de Navarra. 
Los costos de urbanización se estiman en torno a los 347 millones de euros, de los cuales 180 millones corresponden a los gastos de urbanización, 153 para indemnizaciones y 13 millones para los gastos de gestión del Consorcio que se cree entre las diferentes administraciones implicadas. Inquinasa participa, como propietario del suelo (8%), de las plusvalías que genere el nuevo sector, al margen de las indemnizaciones que reciba por el traslado de su actividad. El edificio de la nueva estación, por otro lado, se divide entre los límites de Pamplona (60%) y Zizur Mayor (40%). Las obras comenzarán en cuanto se inicien de las obras del TAV, y tendrán una duración de entre seis y ocho años.

## Comunicaciones
| Eskualdeko Hiri Garraioa/Transporte Urbano Comarcal |       |                                            |
| Inicio                                              | Línea | Fin                                        |
| Zizur Txikia/Cizur Menor - Universidad de Navarra   | 1     | Unibertsitate Publikoa/Universidad Pública |
| Nafarroako Gorteak/Cortes de Navarra                | 2     | Etxabakoitz                                |
| Pablo Sarasate                                      | 15    | Ardoi - Zizur Nagusia/Zizur Mayor          |
| Zizur Nagusia/Zizur Mayor                           | 18    | Sarriguren                                 |
| San Inazio/San Ignacio                              | N1    | Zizur Nagusia/Zizur Mayor                  |
| Taxi Iruñerria                                      |       |                                            |
| Zona                                                | A     | A                                          |
| Estaciones                                          |       |                                            |

## Deportes
En el barrio se ubican las instalaciones de la SDC Echavacóiz, fundada en 1973 por un grupo de personas vecinas del barrio con inquietudes deportivas y culturales. En la actualidad, aproximadamente 2.500 personas forman parte de la misma, siendo uno de los enclaves principales del barrio. 
Desde prácticamente su fundación y durante más de tres décadas, la sociedad contó con una sección de fútbol formada por equipos de diversas categorías. El equipo sénior llegó a militar en Primera Regional y disputó en una ocasión la fase de ascenso a Regional Preferente (temporada 86/87), cayendo en la eliminatoria frente al Castillo, de Miranda de Arga. El equipo abandonó la competición tras la temporada 2004/2005 y la sección desapareció.